# Sulisław, Tỉnh West Pomeranian
Sulisław [suˈliswaf] (tiếng Đức: Neu Rosenthal) là một ngôi làng thuộc khu hành chính của Gmina Dębno, thuộc quận Myślibórz, West Pomeranian Voivodeship, ở phía tây bắc Ba Lan. Nó nằm khoảng 14 kilômét (9 mi) phía đông bắc Dębno, 13 km (8 mi) phía nam Myślibórz và 67 km (42 mi) phía nam thủ đô khu vực Szczecin.
Làng có dân số 29 người.